# Enea Hodoș
Enea Hodoș (ur. 31 grudnia 1858 w Roșia Montană, zm. 25 lipca 1945 w Sybinie) – rumuński folklorysta, członek korespondent Academia Română.

## Dzieła

### Prace folklorystyczne
- Poezii poporale din Bănat, vol. I, Caransebeș, 1892
- Cântece bănățene, cu răspuns d-lui Weigand, Biblioteca Noastră, Caransebeș, 1898
- Cântece cătănești, Biblioteca Noastră, Caransebeș, 1898
- Literatura poporală aleasă din diferite colecțiuni, Caransebeș, 1901
- Poezii poporale din Bănat, vol. II (Balade), Sybin, 1906
- Poezii poporale din Bănat, vol. III (Descântece), Sybin, Editura Asociațiunii, 1912
- Balade. Frunzulițe din război, vol. I-II, Sybin, 1918
- Frumoasa din Nor și alte povești, Oravița, 1927

### Podręczniki, prace poświęcone historii
- Manualul de istoria literaturii, Editura Foaia Diecezană, Caransebeș, 1893
- Convorbiri pedagogice alese și prelucrate, Caransebeș, 1898
- Elemente de istorie literară, Sybin, 1912
- Simeon Balint. Viața și luptele lui în Munții Apuseni ai Ardealului la 1848-49, București, 1913
- Literatura zilei, Sybin, 1941
- Cercetări. Cu privire la trecutul școalelor confesionale ortodoxe române din Ardeal, Sybin, 1944
- Din corespondența lui Simion Bărnuțiu și a contemporanilor săi, Sybin, 1944
- Mic dicționar, Sybin
- Din tinerețile lui Avram Iancu